# 郑广台
郑广台（1962年10月—），籍贯台湾屏东，汉族，中华人民共和国政治人物、第十二届全国政协委员。
2007年9月任广州市台联会长。2013年2月，当选第十二届全国政协委员，代表中华全国台湾同胞联谊会人士。